# Džanan Musa
Džanan Musa (nascido em 8 de maio de 1999) é um  jogador de basquete profissional bósnio que joga como Ala-armador. Atualmente joga no Real Madrid.
Ele foi selecionado pelos Nets com a 29ª escolha geral no Draft de 2018.

## Vida pregressa
Musa nasceu em Bihać, Bósnia e Herzegovina, como segundo filho de Rusmir e Saudina. Ele começou jogando futebol antes de escolher se concentrar no basquete.
Musa começou a jogar nas categorias de base do KK Bosna XXL, quando ele tinha 8 anos de idade. Ele então se mudou para KK Koš, de Sarajevo, antes de se juntar à equipe croata KK Cedevita em 2014.

## Carreira profissional

### Cedevita (2014-2018)
Em dezembro de 2014, ele assinou contrato com o Cedevita. Musa fez a sua estreia na EuroLeague em 15 de outubro de 2015, tornando-se o nono jogador mais jovem a estrear-se na EuroLeague. Musa jogou os primeiros 4:55 minutos do jogo e registrou 4 pontos.
Em junho de 2017, Musa participou do Adidas Eurocamp, um acampamento de basquete em Treviso para os jogadores que queriam entrar no Draft da NBA. Ele foi nomeado o Melhor Jogador do Eurocamp de 2017.
Na temporada de 2017-18, enquanto jogava no Cedevita, Musa recebeu o EuroCup Rising Star Trophy após uma média de 10,5 pontos e 3,2 rebotes por jogo em 16 jogos disputados na competição de segundo nível da Europa. Ele também foi nomeado para a Primeira-Equipe da ABA League da temporada 2017-18.

### Brooklyn Nets (2018 – Presente)
Em 12 de abril de 2018, Musa se declarou para o Draft de 2018, onde ele era esperado para ser uma seleção no primeiro round. Em 21 de junho, ele foi selecionado pelo Brooklyn Nets com a 29ª escolha geral. No dia 12 de julho, Musa assinou com os Nets um contrato de novato. Durante sua temporada de estreia, Musa jogou vários jogos no Long Island Nets da G League.

## Carreira na seleção
Musa jogou no EuroBasket Sub-16 de 2014 com a seleção sub-16 da Bósnia, liderando o torneio em pontuação com 23 pontos por jogo. Ele também jogou no EuroBasket Sub-16 de 2015, que ele liderou na pontuação, com 23,3 pontos por jogo, e na assistência, com 6,3 assistências por jogo. Na final do torneio, contra os anfitriões, Lituânia, Musa teve 33 pontos, oito rebotes, sete assistências, três roubos de bola e dois bloqueios, levando a equipe à vitória por 85-83 e garantindo a medalha de ouro para sua equipe.
Musa foi nomeado o MVP do torneio e para a Primeira-Equipe. Musa também jogou na Campeonato Mundial de Basquetebol Sub-17 de 2016, que ele liderou na pontuação, com 34 pontos por jogo. Ele também teve uma média de 8.1 rebotes e 3.0 assistências. Durante o torneio, Musa marcou 50 pontos em um jogo contra Taipé Chinesa, que é o atual recorde de maior número de pontos em um único jogo no torneio.

## Estatísticas de carreira

### NBA

#### Temporada regular
| Ano      | Equipe   | PJ | MPJ | AP    | 3P  | LL   | RT | AS | BR | TO | PPJ |
| -------- | -------- | -- | --- | ----- | --- | ---- | -- | -- | -- | -- | --- |
| 2018-19  | Brooklyn | 9  | 4,3 | , 409 | 100 | .000 | .6 | 2  | 2  | .0 | 2,1 |
| Carreira | Carreira | 9  | 4,3 | , 409 | 100 | .000 | .6 | 2  | 2  | .0 | 2,1 |

#### Playoffs
| Ano      | Equipe   | PJ | MPJ | AP   | 3P   | LL | RT | AS | BR  | TO | PPJ |
| -------- | -------- | -- | --- | ---- | ---- | -- | -- | -- | --- | -- | --- |
| 2019     | Brooklyn | 2  | 7,5 | .667 | .000 | -  | .0 | .0 | 1,0 | .0 | 2.0 |
| Carreira | Carreira | 2  | 7,5 | .667 | .000 | -  | .0 | .0 | 1,0 | .0 | 2.0 |

### EuroLeague
| Ano      | Equipe   | PJ | MPJ | AP   | 3P    | LL   | RT  | AS | BR | TO | PPJ |
| -------- | -------- | -- | --- | ---- | ----- | ---- | --- | -- | -- | -- | --- |
| 2015–16  | Cedevita | 10 | 7,4 | .438 | 0,250 | .667 | 1,3 | 7  | 2  | .1 | 2,7 |
| Carreira | Carreira | 10 | 7,4 | .438 | 0,250 | .667 | 1,3 | 7  | 2  | .1 | 2,7 |

Fonte:

## Prêmios e realizações

### Base
- MIP da Adidas Eurocamp de 2017

### Seleção Júnior da Bósnia
- Campeão da EuroBasket Sub-16: 2015
- Primeira-Equipe do EuroBasket Sub-16: 2015
- MVP do EuroBasket Sub-16: 2015
- 2× Cestinha do EuroBasket Sub-16: 2014, 2015
- Primeira-Equipe do Campeonato Mundial Sub-17 da FIBA: 2016

### Profissional
- Vencedor da Supertaça da ABA League: 2017
- 3× Campeão da Liga Croata: 2016, 2017, 2018
- 3× Vencedor da Taça da Croácia: 2016, 2017, 2018
- Primeira-Equipe da ABA: 2018
- EuroCup Basketball Rising Star: 2018